# Una mujer tocando la tiorba y un caballero
Una mujer tocando la tiorba y un caballero es una pintura de mediados del siglo XVII del artista holandés Gerard ter Borch. Hecho en óleo sobre tabla, el trabajo muestra a una mujer joven tocando una tiorba mientras su pretendiente la mira. La pintura se encuentra en la colección del Museo Metropolitano de Arte.

## Descripción
La pintura de Ter Borch muestra a una joven tocando una tiorba, un instrumento de cuerda parecido a un laúd grande, mientras su pretendiente se sienta junto a ella. El hombre es un caballero, un soldado a caballo del siglo XVII, y está sentado sobre la mesa cubierta con una rica tela. Su espada está puesta plana a su izquierda, mientras un libro de partituras de canciones (un regalo común entre enamorados en aquel tiempo) descansa en el borde ante la joven. La escena es de naturaleza ambigua, la joven tanto puede ser una doncella honesta como una cortesana. Un reloj de bolsillo, posiblemente representando templanza si lo primero o la naturaleza fugaz del asunto si lo segundo, yace entre ambos objetos.